# 關根勤
關根勤（日语：関根 勤，1953年8月21日—），日本搞笑藝人、主持人。舊藝名為「ラビット関根」。出身於東京都港区，屬於浅井企画職員。長女為關根麻里，也是一位知名藝人。

## 關聯書籍・項目
- 《関根勤は天才なのだ》，山中伊知郎（日语：山中伊知郎）著，風塵社，1997年3月，ISBN 978-4938733339。
- 《関根勤・ルー大柴 100歳の挑戦》，山中伊知郎（日语：山中伊知郎）著，飯塚書店，2004年12月，ISBN 978-4752260035。